# Fontain
Fontain é uma comuna francesa na região administrativa de Borgonha-Franco-Condado, no departamento de Doubs. Estende-se por uma área de 16 km². Em 2010 a comuna tinha 1 298 habitantes (densidade: 81,1 hab./km²).